# Pateros
Pateros é um município de  primeira classe de renda municipal (d) na província Grande Manila, nas Filipinas. De acordo com o censo de 1 de maio  de  2020 possui uma população de 65 227 pessoas e 15 838 domicílios.

## Bairros
- Aguho
- Magtanggol
- Martires Del 96
- Poblacion
- San Pedro
- San Roque
- Santa Ana
- Santo Rosario-Kanluran
- Santo Rosario-Silangan
- Tabacalera